# ルネス紅葉スポーツ柔整専門学校硬式野球部
ルネス紅葉スポーツ柔整専門学校硬式野球部（ルネスこうようスポーツじゅうせいせんもんがっこうこうしきやきゅうぶ）は、滋賀県甲賀市に本拠地を置き、日本野球連盟に所属する社会人野球の企業チームである。
母体であるルネス紅葉スポーツ柔整専門学校の硬式野球専攻の学生によって構成されている。

## 概要
1992年に開校した甲賀総合科学専門学校が、1993年に硬式野球専攻を新設し、社会人野球初の専門学校チームとして日本野球連盟に加盟した。
1995年、第1回全日本専門学校野球選手権大会で優勝を果たす。
2001年、母体の校名変更に伴い、チーム名を『甲賀健康医療専門学校硬式野球部』に改称した。
2004年10月1日、市町村合併に伴い、本拠地が甲賀市となる。
2007年、同年度末をもって系列校の広島医療体育学院専門学校が廃校となるため、同校の硬式野球部を統合した。
2019年1月17日、4月に母体が校名変更するのに先立ち、チーム名を『ルネス紅葉スポーツ柔整専門学校硬式野球部』に改称した。

## 設立・沿革
- 1993年 - 『甲賀総合科学専門学校』として創部、日本野球連盟に初の専門学校チームとして加盟。
- 1995年 - 全日本専門学校野球選手権大会で優勝。
- 2001年 - 母体の校名変更に伴い、チーム名を『甲賀健康医療専門学校』に改称。
- 2004年 - 市町村合併に伴い、本拠地が甲賀市となる。
- 2019年 - 母体の校名変更に伴い、チーム名を『ルネス紅葉スポーツ柔整専門学校』に改称。

## 主な出身プロ野球選手
- 建山義紀（投手） - 卒業後、松下電器を経て、1998年ドラフト2位（逆指名）で日本ハムファイターズに入団
- 藤本敦士（内野手） - 卒業後、デュプロを経て、2000年ドラフト7位で阪神タイガースに入団
- 宮田和希（投手） - 2008年ドラフト6位で埼玉西武ライオンズに入団
- 西口直人（投手） - 2016年ドラフト10位で東北楽天ゴールデンイーグルスに入団

## 元プロ野球選手の競技者登録
- 宮﨑充登（元：広島） - 監督